# Wojskowe kluby sportowe w Polsce
Treść tego artykułu może nie być zgodna z zasadami neutralnego punktu widzenia,
ponieważ opisać sytuację przed wojną, wprowadzenie radzieckich wzorów po wojnie.
 Po wyeliminowaniu niedoskonałości należy usunąć szablon [[Szablon:Dopracować|]] z tego artykułu.
Wojskowe kluby sportowe w Polsce, potocznie „Wukaesy” – kluby sportowe Wojska Polskiego, zrzeszające żołnierzy czynnej służby wojskowej, a także sportowców „cywilnych” uprawiających sport wyczynowy.

## Rys historyczny
20 grudnia 1921 Minister Spraw Wojskowych generał porucznik Kazimierz Sosnkowski wprowadził „Instrukcję o prowadzeniu pracy sportowej w wojsku”. We wstępie do instrukcji generał Sosnkowski stwierdził, że „szkolenie wojska podczas pokoju pozbawione jest tego potężnego bodźca, jakim jest powszechny zapał wojenny, chęć i perspektywa udziału w walce. U szeregowych często zauważyć można brak realnego poczucia celu tych żmudnych ćwiczeń, które trzeba wykonywać, aby osiągnąć przygotowanie bojowe. Środkiem, który pozwala nie tylko rozświetlić życie żołnierza i podnieść go moralnie, ale również okrasić mozół ćwiczeń przez wniesienie psychicznego momentu współzawodnictwa – jest sport”. W dalszej części Minister polecał wszystkim dowódcom by „w swych oddziałach zaszczepiali życie sportowe i otoczyli je opieką, a w szkoleniu wyzyskali pierwiastek sportowy”. Ponadto generał Sosnkowski wezwał cały korpus oficerski do tego by „przykładał się do uprawiania i rozpowszechniania sportu, zarówno w wojsku, jak i poza nim”. W punkcie drugim instrukcji Minister inspirował dowódców by zechcieli popierać garnizonowe kluby sportowe i gimnastyczne. 27 czerwca 1922 Minister Spraw Wojskowych zalecił do użytku „wzór statutu Wojskowego Klubu Sportowego zawiązywanego w myśl instrukcji o prowadzeniu pracy sportowej w wojsku”. Pierwszym wojskowym klubem sportowym w Polsce był, założony 31 lipca 1922, Wojskowy Klub Sportowy „Legia” Warszawa. 22 grudnia 1933 Minister Spraw Wojskowych zatwierdził wytyczne w sprawie organizacji i pracy wojskowych klubów sportowych oraz wzór statutu wojskowego klubu sportowego, a także określił zasady, na jakich żołnierze mogli uczestniczyć w „cywilnym życiu sportowym”.
Przez kilkadziesiąt lat organizatorami sportu wyczynowego w Wojsku Polskim były wojskowe kluby sportowe (WKS), z największym z nich CWKS Legią Warszawa na czele. Na przełomie lat 80. i 90. XX wieku sport wyczynowy w wojsku funkcjonował w 21 WKS-ach, usadowionych w strukturach sił zbrojnych i korzystających z pomocy resortu obrony narodowej.
Dokonujące się zmiany w prawie regulującym działalność w sferze kultury fizycznej (ustawa z dnia 7 kwietnia 1989 r. – Prawo o stowarzyszeniach oraz ustawa z dnia 18 stycznia 1996 r. o kulturze fizycznej), zmieniły charakter pomocy resortu obrony narodowej w działalności WKS-ów. Na mocy Decyzji Ministra Obrony Narodowej z dnia 11 czerwca 1992 r. zostały powołane i rozpoczęły działalność od 1 stycznia 1995 wojskowe ośrodki szkolenia sportowego (WOSS) – sportowe jednostki wojskowe, utrzymywane z budżetu MON. Po zmianie ekipy rządzącej z AWS na SLD, ówczesny Minister ON – Jerzy Szmajdziński, zreorganizował sport wyczynowy w Wojsku Polskim.

## Reorganizacja sportu wyczynowego w Wojsku Polskim
W 2001 r. w ramach restrukturyzacji Sił Zbrojnych RP dokonano zmian organizacyjnych w systemie funkcjonowania sportu wojskowego. Wówczas Minister Obrony Narodowej wydał decyzję z dnia 18 lipca 2001 r., w wyniku której do końca 2001 r. rozformowane zostały wojskowe ośrodki szkolenia sportowego. W celu zachowania niezbędnego potencjału sportowego i możliwości realizacji zadań w zakresie przygotowania reprezentacji WP do udziału we współzawodnictwie organizowanym pomiędzy armiami zrzeszonymi w Międzynarodowej Radzie Sportu Wojskowego (CISM) oraz umożliwienia wypełnienia obowiązków resortu obrony narodowej wynikających ze znowelizowanej ustawy o kulturze fizycznej, 12 lutego 2002 roku przyjęta została przez Ministra Obrony Narodowej – „Koncepcja funkcjonowania sportu w Siłach Zbrojnych RP”. W konsekwencji ukazała się Decyzja Ministra Obrony Narodowej z dnia 9 kwietnia 2002 r. w sprawie funkcjonowania sportu w Siłach Zbrojnych RP oraz Wytyczne Szefa Sztabu Generalnego WP z dnia 22 kwietnia 2002 r. do funkcjonowania Zespołów i Grup Sportowych Rodzajów Sił Zbrojnych. Zgodnie z ww. dokumentami sformowane zostały trzy zespoły i dwie grupy sportowe rodzajów sił zbrojnych:
- Zespół Sportowy Wojsk Lądowych we Wrocławiu,
- Zespół Sportowy Sił Powietrznych w Poznaniu,
- Zespół Sportowy Marynarki Wojennej w Gdyni,
- Grupa Sportowa Wojsk Lądowych w Warszawie,
- Grupa Sportowa Wojsk Lądowych w Bydgoszczy.

Na potrzeby zespołów wydzielono ok. 190 etatów wojskowych. Zadania szkoleniowo-sportowe zespoły realizowały we współpracy z wojskowymi klubami sportowymi, zgodnie z Decyzją Ministra Obrony Narodowej z dnia 1 sierpnia 1994 r. w sprawie zasad i trybu współpracy jednostek organizacyjnych resortu obrony narodowej ze stowarzyszeniami, prowadzącymi działalność związaną bezpośrednio z obronnością Państwa. Zgodnie z decyzją nr 277/MON Ministra Obrony Narodowej z dnia 14 września 2012 r. w sprawie funkcjonowania sportu w Siłach Zbrojnych Rzeczypospolitej Polskiej (zmienionej decyzją nr 383/MON z dnia 29 września 2015 r.) ustalono funkcjonowanie pięciu wojskowych zespołów sportowych (WZS):
1. Wojskowy Zespół Sportowy w Poznaniu przy 31 Bazie Lotnictwa Taktycznego (w obiektach szkoleniowych własnych oraz Wojskowego Klubu Sportowego „Grunwald” Poznań), który zajmuje się następującymi dyscyplinami sportowymi:
- bieg na orientację;
- biegi przełajowe;
- hokej na trawie;
- maraton;
- strzelectwo;
- taekwondo;
- triathlon;
- zapasy (styl wolny);
- szermierka;
- lekkoatletyka.

2. Wojskowy Zespół Sportowy w Gdyni przy Komendzie Portu Wojennego (w obiektach szkoleniowych Komendy Portu Wojennego w Gdyni), który zajmuje się następującymi dyscyplinami sportowymi:
- pięciobój morski;
- bieg na orientację;
- judo;
- lekkoatletyka;
- strzelectwo;
- żeglarstwo.

3. Wojskowy Zespół Sportowy w Zegrzu przy Centrum Szkolenia Łączności i Informatyki (w obiektach szkoleniowych Centrum Szkolenia Łączności i Informatyki), który zajmuje się następującymi dyscyplinami sportowymi:
- pięciobój nowoczesny;
- pięciobój wojskowy;
- szermierka;
- strzelectwo.

4. Wojskowy Zespół Sportowy we Wrocławiu przy 2 Wojskowym Oddziale Gospodarczym (w obiektach szkoleniowych własnych oraz Wojskowego Klubu Sportowego „Śląsk” Wrocław), który zajmuje się następującymi dyscyplinami sportowymi:
- judo;
- lekkoatletyka;
- strzelectwo;
- zapasy (styl wolny);
- maraton;
- pływanie;
- bieg na orientację;
- biathlon.

5. Wojskowy Zespół Sportowy w Bydgoszczy przy Batalionie Dowodzenia Inspektoratu Wsparcia Sił Zbrojnych (w obiektach szkoleniowych Cywilno-Wojskowego Związku Sportowego „Zawisza” Bydgoszcz), który zajmuje się następującymi dyscyplinami sportowymi:
- lekkoatletyka;
- wioślarstwo;
- kajakarstwo;
- podnoszenie ciężarów.

Do zadań wojskowych zespołów sportowych należy m.in.:
- organizowanie działalności sportowej w wybranych dyscyplinach sportu, w celu przygotowania żołnierzy-sportowców do reprezentowania Sił Zbrojnych Rzeczypospolitej Polskiej w rywalizacji międzynarodowej;
- szkolenie sportowe i przygotowania zawodników do udziału w mistrzostwach rangi krajowej i międzynarodowej oraz Igrzyskach Olimpijskich;
- współpraca z polskimi związkami sportowymi, wojskowymi klubami sportowymi oraz innymi stowarzyszeniami w zakresie popularyzacji i rozwoju sportów przydatnych dla wojska;
- uprawianie i rozwijanie dyscyplin sportowych określonych w załącznikach do Decyzji Ministra Obrony;
- wzmacnianie potencjału sportu wojskowego poprzez pozyskiwanie najwybitniejszych zawodników w dyscyplinach sportowych przydatnych dla wojska.

Załącznik nr 2 do decyzji zawiera ponadto wykaz dyscyplin sportowych preferowanych przez Międzynarodową Radę Sportu Wojskowego (CISM) – w liczbie 26 – oraz uprawianych w Wojskowych Zespołach Sportowych Rodzajów Sił Zbrojnych i Inspektoratu Wsparcia Sił Zbrojnych (w liczbie 20).
Członkostwo sił zbrojnych Rzeczypospolitej Polskiej w Międzynarodowej Radzie Sportu Wojskowego obliguje m.in. do uczestnictwa w międzynarodowym wojskowym współzawodnictwie sportowym. Żołnierze startują w zawodach regionalnych, w wojskowych mistrzostwach Europy oraz świata, a także w wojskowych olimpiadach, osiągając znaczące wyniki. Sport w siłach zbrojnych pełni istotną funkcję weryfikującą poziom indywidualnego oraz zespołowego wyszkolenia żołnierzy, co przekłada się na skuteczność działania m.in. podczas misji zagranicznych, a także podczas zwalczania klęsk żywiołowych. Sport jest również ważnym elementem promocji i tworzenia pozytywnego wizerunku sił zbrojnych Rzeczypospolitej Polskiej w kraju i za granicą. Elementami tej promocji są m.in. zawody o charakterze ogólnopolskim, jak maratony, Bieg Katorżnika, czy Bieg o Nóż Komandosa. W 2014 r. reprezentanci Wojska Polskiego, na co dzień pełniący służbę w Wojskowych Zespołach Sportowych, rywalizowali w zawodach cywilnych rangi mistrzostw świata i Europy zdobywając 17 medali oraz w zawodach wojskowych organizowanych pod patronatem Międzynarodowej Rady Sportu Wojskowego, w których zdobyli 66 medali (w 2012 r. było to 36 medali, a w 2013 r. – ponad 50), w tym 23 medale wojskowych mistrzostw świata oraz 43 mistrzostw regionalnych. Podczas Igrzysk Olimpijskich Londyn 2012 reprezentanci Wojska Polskiego zdobyli 2 medale.

## Sport w Wojsku Polskim dziś
Dla uelastycznienia polityki kadrowej stosuje się zamianę niektórych etatów podoficerskich na etaty szeregowych zawodowych umożliwiając w ten sposób żołnierzom zasadniczej służby wojskowej dalsze uprawianie sportu wyczynowego. Wprowadzenie do struktur etatów szeregowych zawodowych otworzyło również możliwości powoływania kobiet do sportu wojskowego. Reorganizację rozpoczęto w chwili wejścia nowej ustawy o służbie wojskowej żołnierzy zawodowych i trwa ona do chwili obecnej. Oceniając poziom sportu w siłach zbrojnych zwraca się uwagę na nadrzędny cel jaki postawiono Zespołom i Grupom Sportowym w zakresie gromadzenia w swych strukturach reprezentantów Polski, potencjalnych medalistów zawodów sportowych najwyższej rangi oraz godzenia przez nich obowiązków służbowych żołnierza i sportowca. Dlatego w latach 2005–2006 zwolniono ze służby wojskowej zawodników osiągających słabe wyniki sportowe, a na ich miejsce powołano zawodników młodych, gwarantujących osiągnięcie sukcesów w postaci medali na Igrzyskach Olimpijskich, mistrzostwa świata i Europy. Perspektywiczne plany szkoleniowe zmierzają do podniesienia potencjału i poziomu sportowego. W założeniach wszyscy żołnierze–sportowcy będą musieli posiadać wysoką klasę sportową, która umożliwi im zdobywanie medali na Igrzyskach Olimpijskich i zawodach międzynarodowych, zarówno wojskowych, jak i cywilnych. Zespoły i Grupy Sportowe tworzące sport wyczynowy Sił Zbrojnych RP w odróżnieniu od podobnych struktur sportowych krajów członkowskich NATO nie są strukturą posiadającą własne ośrodki szkolenia sportowego. Jednak na przestrzeni czasu potrafiły wypracować własny model funkcjonowania, podpisując szereg porozumień ze stowarzyszeniami sportowymi, zgodnie z rozporządzeniem Ministra Obrony Narodowej, co w konsekwencji zabezpieczyło prowadzenie działalności sportowej.

## Wojskowe Centra Szkolenia Sportowego
W 2008 r., z inicjatywy Wojskowej Federacji Sportu, w wyniku wspólnych prac Ministerstwa Obrony Narodowej (MON) oraz Ministerstwa Sportu i Turystyki (MSiT) zostały powołane do życia Wojskowe Centra Szkolenia Sportowego (WCSS), których celem jest przygotowanie młodzieży uzdolnionej sportowo do reprezentowania kraju we współzawodnictwie międzynarodowym w kategoriach młodzieżowych i docelowo seniorskich (w tym przygotowanie do Igrzysk Olimpijskich oraz Światowych Wojskowych Igrzysk Sportowych). Celem programu jest również zapewnienie zawodnikom optymalnych warunków szkolenia oraz zabezpieczenie zawodników w niezbędny sprzęt sportowy i specjalistyczny. Na realizację całego programu (kierowanego do 3 podmiotów) w 2015 r. Minister Sportu i Turystyki przeznaczył 14,5 mln zł (w 2014 r. WCSS otrzymały 1 mln zł). Zakres przeznaczenia dofinansowania dla Wojskowych Centrów Szkolenia Sportowego to:
Koszty bezpośrednie: współzawodnictwo, zawody zagraniczne, zawody krajowe, szkolenie, zgrupowania/konsultacje krajowe, zgrupowania/konsultacje zagraniczne, wspomaganie, sprzęt specjalistyczny, sprzęt sportowy, suplementy diety, odżywki, doszkalanie trenerów/instruktorów, badania diagnostyczne/monitoring, ubezpieczenia zawodników objętych szkoleniem i sprzętu sportowego, bezosobowy fundusz płac, osobowy fundusz płac, działalność gospodarcza związana z realizacją procesu szkolenia sportowego, inne wyłącznie związane z bezpośrednią realizacją zadań za uprzednią zgodą Ministra.
Koszty pośrednie: wynajem lokalu, zakup niezbędnego sprzętu, materiałów i urządzeń biurowych oraz programów komputerowych; koszty konserwacji i urządzeń biurowych i środków transportu; koszty łączności i korespondencji, w tym koszty związane m.in. z opłatami bankowymi; opłaty za nośniki energii; koszty niezbędnych podróży w tym koszty związane z kontrolami i wizytacjami; wynagrodzenie za obsługę zadania; koszty transportu; inne wyłącznie związane z bezpośrednią realizacją zadań za uprzednią zgodą Ministra.
Centra te stanowią również swego rodzaju „zaplecze” pozyskiwania zawodników do struktur wojskowych zespołów sportowych. Dzięki dotacjom MSiT programem WCSS w 2015 r. objęta została grupa 90 zawodników w 11 dyscyplinach sportowych tj.: biathlonie, judo, kajakarstwie, lekkiej atletyce, pływaniu, podnoszeniu ciężarów, strzelectwie, tenisie ziemnym, zapasach i żeglarstwie. Uczestnicy rekrutacji do Programu na 2015 r. zobowiązani byli spełniać szereg kryteriów, wśród których najważniejsze to:
- zawodnicy kategorii juniora i młodzieżowca, co najmniej II klasa sportowa, członek kadry narodowej;
- zajęte miejsce podczas zawodów rangi:
- Mistrzostw Świata (1–24 m.), ME (1–16 m.), UNI (1–8 m.),
- Wojskowych MŚ, EYOF, Akademickich MŚ, Igrzyskach CISM, PŚ – miejsca 1–3 w latach 2013–2014
- Mistrzostw Polski Seniorów i Młodzieży (miejsca 1–3) w 2014 r.

W Programie uwzględniona została również kadra szkoleniowa i współpracująca, gdzie dla poszczególnych stanowisk i funkcji przewidziano górne widełki wysokości dofinansowania wynagrodzenia z dotacji.
Zadania szkoleniowe poszczególnych Wojskowych Centrów Szkolenia Sportowego obejmują:
- przygotowanie przyszłych członków kadr narodowych i olimpijskich polskich związków sportowych i reprezentacji Wojska Polskiego;
- dbanie o efektywny i systematyczny wzrost poziomu wyszkolenia uczestników programu sportowego realizowanego w WCSS w oparciu o kadrę i bazę szkoleniową stowarzyszeń zrzeszonych w WFS;
- prowadzenie działalności szkoleniowej na rzecz wybranych dyscyplin Sportowych i doskonalenie rozwoju sportowego zawodników;
- umożliwienie kontynuowania kariery sportowej przez zawodników – członków kadry narodowej – występując z wnioskiem o powołanie ich do wojskowych zespołów i grup sportowych;
- zapewnienie profesjonalnej kadry szkoleniowej;
- wdrażanie najnowszych metod procesu treningowego;
- objęcie zawodników specjalistyczną opieką medyczną i socjalną.

Działalność WCSS przynosi szereg pozytywnych skutków, jak np.:
- podnoszenie poziomu wyszkolenia zawodników;
- osiągnięcie zakładanych strategicznych celów sportowych jako wynik konsekwentnej realizacji programu WCSS;
- dopingowanie młodych zawodników do intensywnej pracy w celu uzyskania warunków do objęcia programem WCSS;
- poszerzenie programu o nowe dyscypliny sportowe, w których uzyskano wysokie wyniki sportowe;
- zwiększenie ilości zawodników objętych programem WCSS, uzyskujących wyniki sportowe rokujących nadzieje na sukces medalowy podczas kolejnych Igrzysk Olimpijskich.